# Akezu-dōri
L'Akezu-dōri (不明門通, Akezu-dōri) ou Akezunomon-dōri (不明門通, Akezunomon-dōri) est une voie du centre-ville de Kyoto, dans l'arrondissement de Shimogyō. Elle débute à l'Ayanokōji-dōri (ja) et termine au Shiokōji-dōri (ja). Il s'agit de la suite sud du Kurumayachō-dōri.

## Description

### Situation
L'Akezu-dōri est une rue du centre de l'arrondissement de Shimogyō. Elle commence dans le quartier de Honeya-chō (骨屋町), passe par le temple Byōdō-ji dans le quartier Inabadō-chō (因幡堂町) et termine dans celui de Shiokōji-chō (塩小路町). La rue commence à Ayanokōji-dōri (ja) (綾小路通), puis continue vers le sud de façon sinueuse. Elle atteint son début officiel devant la porte du temple Byōdō-ji (ja) (平等寺), au sud de Takatsuji-dōri (ja) (高辻通) et termine au Shiokōji-dōri (ja) (塩小路通), devant la gare de Kyoto. Entre Kamijuzuyamachi-dōri et Shichijō-dōri, la rue est interrompue par Karasuma-dōri, qui devie sur sa chaussée, avant de dévier de nouveau vers l'ouest. Il s'agit d'une suite du Kurumayachō-dōri (車屋町通), qui va de Marutamachi-dōri à Aneyakōji-dōri. Elle suit le Higashinotōin-dōri (ja) (東洞院通) à l'est et précède le Karasuma-dōri (ja) (烏丸通) à l'ouest,.
La circulation se fait en sens unique du sud au nord entre Matsubara et Kamijuzuyamachi, puis du nord au sud entre Karasuma et Shiokōji. La rue fait environ 1 600 mètres de long, 1 300 si l'on commence au temple Byōdō-ji.

### Voies rencontrées
Du nord au sud, en sens unique. Les voies rencontrées de la droite sont mentionnées par (d), tandis que celles rencontrées de la gauche, par (g). Seules les rues ayant un nom sont listées,.
1. Ayanokōji-dōri (ja) (綾小路通)[3]
2. Bukkōji-dōri (ja) (仏光寺通)
3. Takatsuji-dōri (ja) (高辻通)
4. Matsubara-dōri (ja) (松原通)[2],[6]
5. Manjuji-dōri (ja) (万寿寺通)
6. Gojō-dōri (ja) (五条通)
7. Yōbai-dōri (ja) (楊梅通)
8. Kagiyamachi-dōri (鍵屋町通)
9. Matoba-dōri (的場通)
10. Rokujō-dōri (ja) (六条通)
11. Hanayachō-dōri (ja) (花屋町通)[6]
12. Kamijuzuyamachi-dōri (ja) (上珠数屋町通)
13. Karasuma-dōri (ja) (烏丸通) [interruption de la rue] [réapparition de la rue]
14. Shichijō-dōri (ja) (七条通)
15. Kizuyabashi-dōri (ja) (木津屋橋通)
16. Shiokōji-dōri (ja) (塩小路通)[2],[6]

### Transports en commun
Les bus du réseau d'autobus de Kyoto (ja) ne passent par sur la rue. Les arrêts les plus proches de la rue sont sur Karasuma-dōri et sont Karasuma-Matsubara (烏丸松原, lignes 5, 26, 43), Karasuma-Gojō (烏丸五条, lignes 5, 26, 43, 73, 80, Métro), Karasuma-Rokujō (烏丸六条, lignes 5, 26, 73), Karasuma-Nanajō (烏丸七条, lignes 5, 26, 73, 86, 88, 205, 206, 208, Express205) et Gare de Kyoto (京都駅前, lignes 4, 5, 6, 9, 16, 17, 19, 26, 28, 33, 42, 50, 73, 75, 78, 81, 86, 88, 205, 206, 208, Express205, Sud5, Spécial33, métro et trains).
Les stations du métro de Kyoto les plus proches sont sur Karasuma-dōri (ja), à deux minutes de marche : Shijō et Gojō, sur la ligne Karasuma, en plus de la gare de Kyoto, en correspondance avec les lignes nationales et régionales,.

## Odonymie
Le nom exact de la rue est « Akezunomon-dōri », mais la rue est plutôt appelée par son raccourci « Akezu-dōri ». Les caractères « 不明門 » signifient la « porte qui ne s'ouvre pas », et font référence aux portes du temple Byōdō-ji (ja) (平等寺), que la rue contourne, qui étaient toujours fermées. D'autre variantes du nom incluent « Akazunomon-dōri » (あかずのもんどおり), « Akezumon-dōri » (あけずもんどおり) ou « Akezumono-dōri » (あけづものどおり).
La rue est souvent nommée parmi les noms de lieux les plus difficiles à lire à Kyoto.

## Histoire
Akezu-dōri n'existait pas à la création de la capitale impériale en 794, et apparaît en 1590 lors du réaménagement territorial de l'ère Tenshō (ja) (天正の地割, Tenshō no jiwari) par Toyotomi Hideyoshi, durant le dernier quart du XVIe siècle,. Les premiers noms qui lui sont attribués sont Inabadō no tsukinuke (因幡堂突抜) et Yakushi no tsukinuke (薬師突抜), en référence au temple Byōdō-ji, qui délimitait la rue au nord. À son inauguration, la rue continuait tout droit sans interruption jusqu'à Shiokōji, mais vers la fin de l'ère Meiji (1868-1912), pour la construction du premier tramway de Kyoto (de), Karasuma-dōri est déviée vers l'est pour permettre de garder la route privée du temple Higashi Hongan-ji, et Akezu-dōri est donc interrompue sur une courte distance.

## Patrimoine et lieux d'intérêt
Au début de la rue, entre Takatsuji et Matsubara, se trouve le petit temple bouddhiste Byōdō-ji (ja) (平等寺), surnommé Inaba-dō (因幡堂) et Inaba-yakushi (因幡薬師), et connu pour ses vertus curatives,. L'empereur Takakura (高倉天皇) s'était installé au sud du temple en 1171, et lui a donné son nom actuel, et en guise de respect, les portes du temple, qui ouvraient en direction de sa résidence, ont été fermées, d'où l'origine du nom de la rue. À l'est du temple se trouve Ueba Esō (上羽絵惣), le plus vieux marchand de peinture au Japon, ouvert depuis 1751.
Au sud de Gojō, la rue est tranquille, et on trouve plusieurs fabricants de reliques bouddhiques, dû à sa proximité avec le Higashi Hongan-ji,.
Au bout de la rue se trouve l'importante gare de Kyoto, la principale porte d'entrée vers la ville. Ainsi, au sud de la rue, plusieurs hôtels et auberges sont installés, et la rue est surnommée « rue des Hôtels » (京の旅館通り).

Quelques lieux d'intérêts
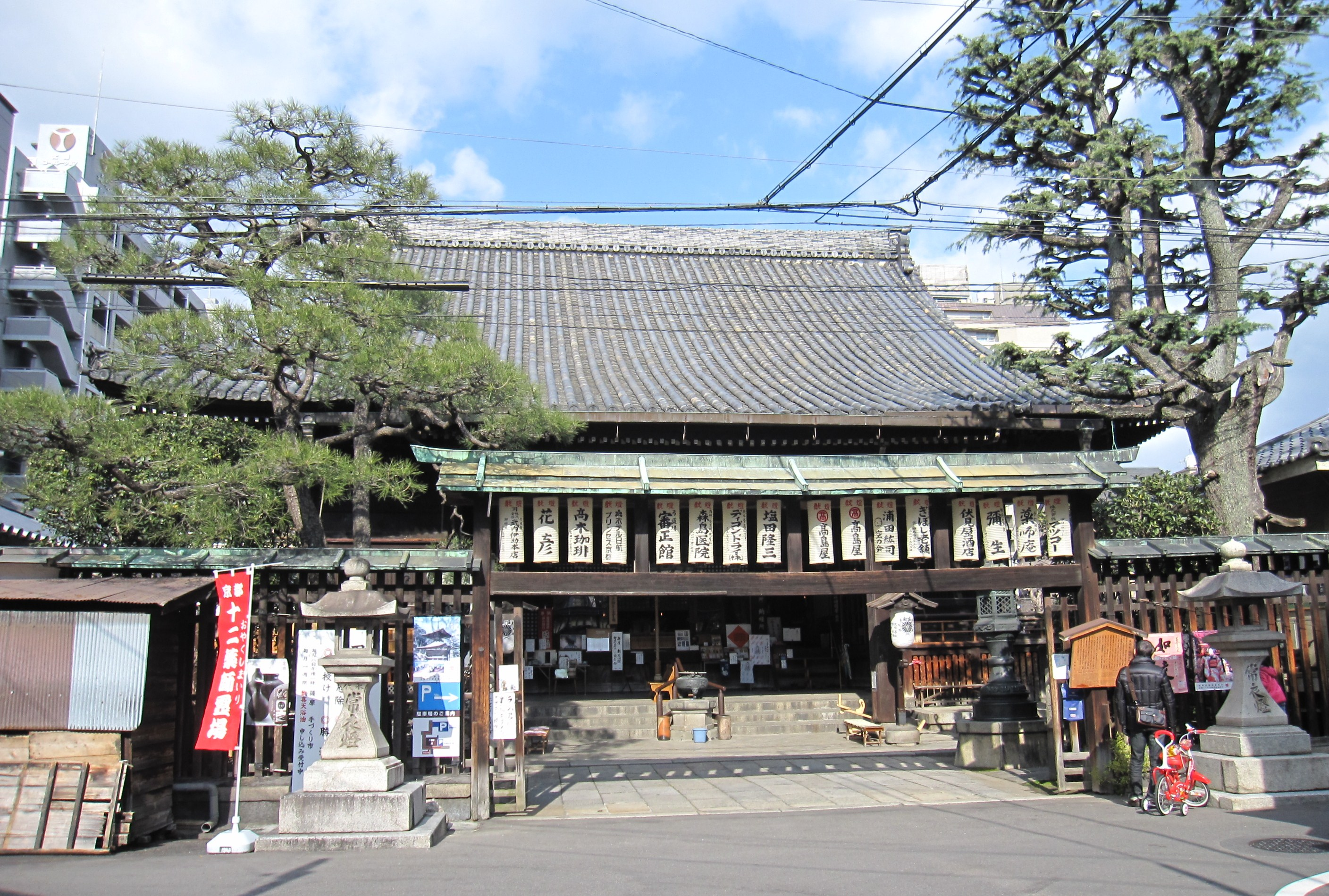
Entrée principale du Byōdō-ji
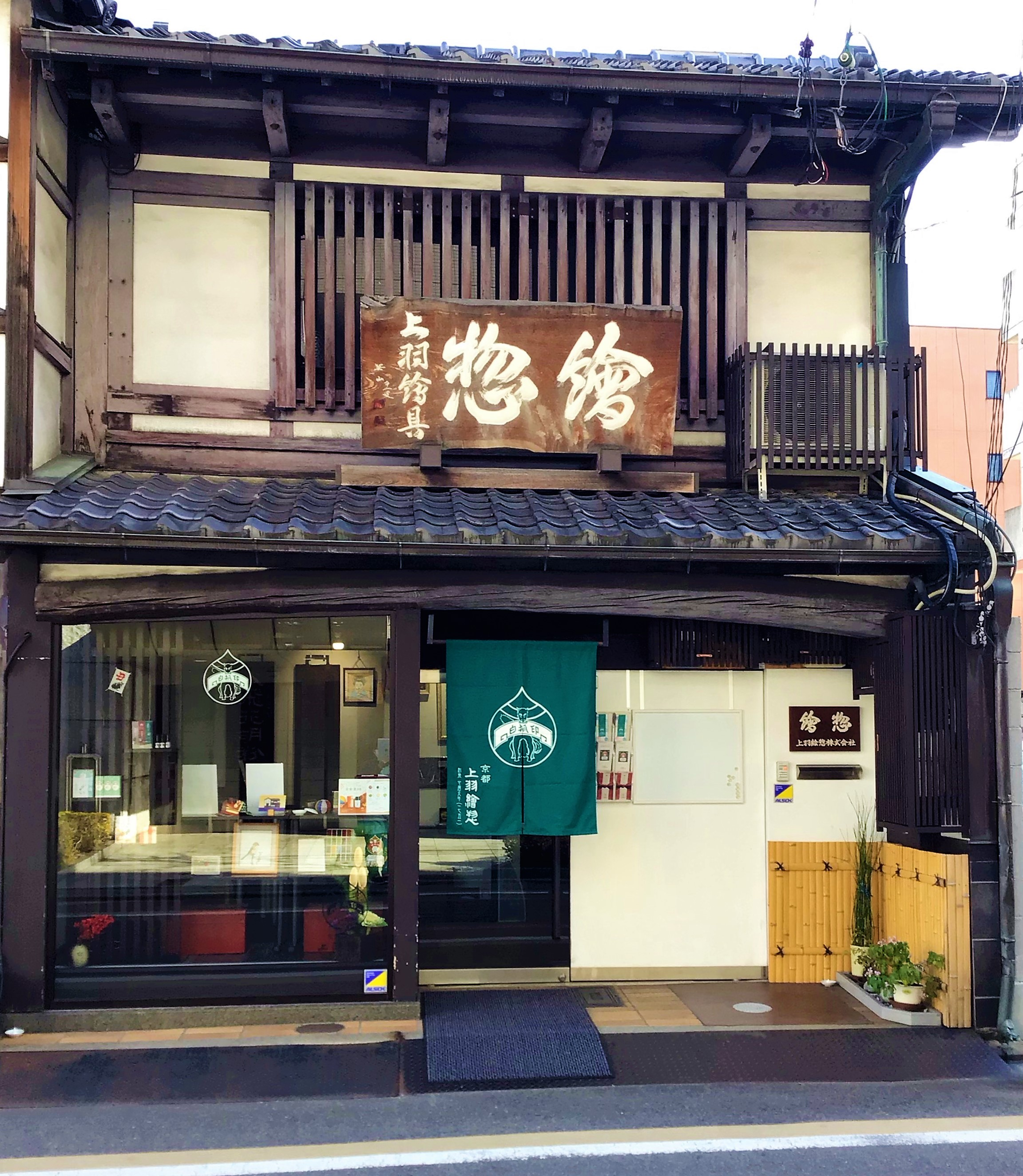
Ueba Esō
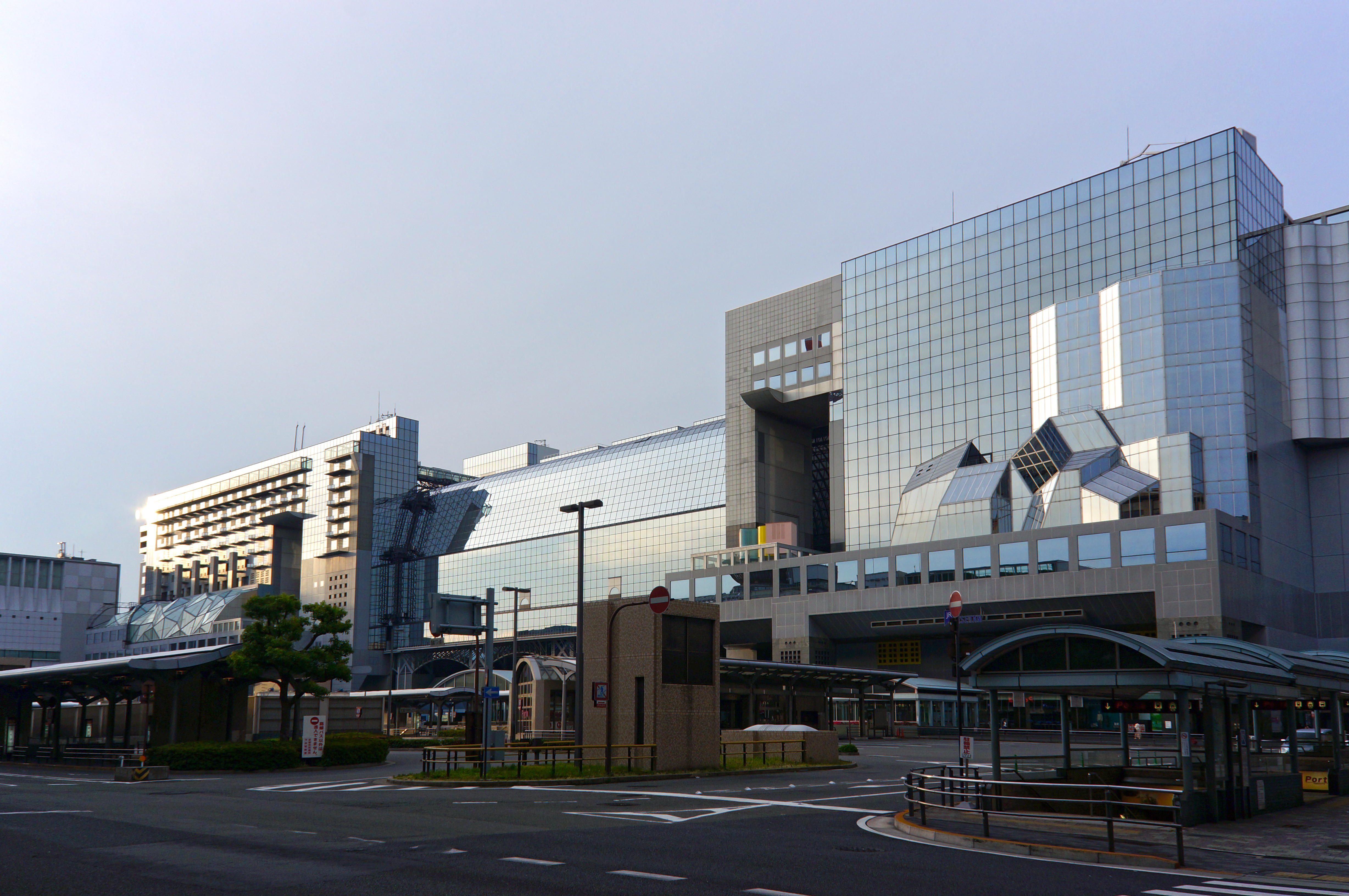
Devant le terminal de la gare de Kyoto